# Sorteggio
In politica, si parla di sorteggio quando le cariche pubbliche vengono assegnate estraendo cittadini a sorte. Può essere utilizzato in uno stato democratico come alternativa alle elezioni, oppure affiancarsi ad esse.
I sostenitori del sorteggio ritengono che esso possa risolvere alcuni dei problemi che affliggono le attuali democrazie rappresentative, che sono ampiamente soggette a manipolazioni da parte di interessi privati.
Esistono varie proposte per incorporare il sorteggio in politica, nessuna di esse è mai stata messa in pratica a livello nazionale. Nel corso della storia però ci sono numerosi esempi di ruoli pubblici assegnati tramite sorteggio, ciò avveniva per esempio nella democrazia ateniese e in molte città italiane del rinascimento. Le giurie popolari americane rappresentano un esempio moderno che usa lo stesso sistema.

## Storia

### Grecia
Nella democrazia greca i cittadini venivano ampiamente coinvolti nella scelta delle politiche da attuare, nella scelta dei leader e nella creazione e applicazione delle leggi. Il governo era strutturato in diversi livelli, alcuni ruoli venivano presi con la forza, ma nella maggior parte dei casi c'era una grossa partecipazione popolare. L'assemblea era composta da tutti i cittadini (circa un quarto della popolazione maschile). Gli amministratori e molte altre posizioni ai vari livelli di governo e con diverse funzioni venivano estratti a sorte. La maggior parte dei cittadini ateniesi ricopriva prima o poi un qualche ruolo pubblico, come quello di gestire un incontro quotidiano o prendere parte all'amministrazione della città. Coloro che non partecipavano erano considerati egoisti e chiamati idioti (ἰδιώτης). Alcuni di questi compiti non erano volontari. Gli stranieri, le donne e gli schiavi non avevano diritto a partecipare.
Commentatori contemporanei rimarcano l'efficacia del sistema e gli stranieri erano stupiti dal fatto che la democrazia partecipativa potesse non soltanto esistere, ma anche funzionare. Questa forma di democrazia era usata in un contesto storico molto diverso da quello delle moderne società democratiche. I cittadini di sesso maschile avevano prestato servizio militare ed erano intimamente e direttamente legati allo Stato. La dimensione del territorio e la popolazione erano modeste rispetto agli standard moderni (non più di 250.000 abitanti) e i cittadini provenivano da una singola cultura.

### Venezia
La repubblica di Venezia è anche nota per l'uso del sorteggio che ha contraddistinto la sua lunga e stabile vita. A Venezia, come anche nelle altre città-stato italiane dell'Alto Medioevo, si usava mettere i nomi dei cittadini qualificati in una borsa o in un'urna, e estrarli alla cieca. Questo sistema introduceva un elemento di casualità e di rotazione nella scelta dei detentori delle cariche. Il sorteggio impediva che pochi cittadini, quelli più noti per meriti personali o per origini familiari, fossero i soli a ottenere onori e cariche pubbliche. Impediva altresì campagne elettorali che avrebbero esasperato le rivalità, gli odi e le organizzazioni delle fazioni. Lo svantaggio, naturalmente, era che in questo modo si assegnavano gli uffici senza distinguere tra uomini più o meno zelanti e capaci. Mentre altre repubbliche marinare appassivano sotto lo scontro tra fazioni interne, Venezia era rinomata per la sua unità sotto il Doge. Questa unità ha permesso a Venezia di prosperare come una superpotenza economica per diversi secoli, mentre altre nazioni andavano e venivano. Il meccanismo usato a Venezia consisteva nell'elezione di un consiglio di grandi dimensioni che veniva poi ridotto tramite il sorteggio. In seguito i sorteggiati eleggevano un altro consiglio di grandi dimensioni che veniva ridotto ancora una volta per sorteggio; il processo continuava iterativamente per molti cicli. In questo modo tutte le famiglie dominanti erano in grado di esercitare la loro influenza perseguendo i loro interessi in modo paritario, riducendo così la possibilità che una specifica famiglia potesse prendere univocamente il controllo del potere. Questo sistema di livellamento dei poteri all'interno del comune ha dato a Venezia l'opportunità di ottenere e mantenere i suoi monopoli sul commercio proprio grazie all'unità e alla stabilità di governo. Questa immunità dalle influenze di parte le ha dato una capacità di recupero dalle sconfitte che è stata la causa del declino di altre potenze marinare dell'epoca, come ad esempio Genova.

### Giurie popolari
Un esempio moderno di sorteggio è dato dalle giurie popolari, i cui membri sono estratti a sorte dalla popolazione dello Stato. In Italia sei su otto dei membri della corte d'assise sono "giudici laici" (non magistrati) sorteggiati tra i cittadini italiani compresi tra i 30 e i 65 anni. Giurie popolari sono anche diffuse in molti stati, per esempio negli Stati Uniti possono decidere il verdetto delle cause penali.

### Altri esempi
Nelle province canadesi della Columbia Britannica e dell'Ontario gruppi di cittadini sono stati selezionati tramite sorteggio per creare delle assemblee cittadine per la riforma elettorale con il compito di studiare ed indicare cambiamenti opportuni ai sistemi elettorali da adottare nelle province.

### Demarchia
Alcune fonti, per descrivere un sistema politico in cui la maggioranza dei rappresentanti politici è selezionata tramite sorteggio, utilizzano il termine demarchia (o l'equivalente inglese demarchy).
Il termine demarchia compare per la prima volta nel lavoro del filosofo Friedrich von Hayek. Hayek non parla di sorteggio ma oppone il termine a democrazia, che è diventato nel tempo sinonimo di potere illimitato della maggioranza.
È stato John Burnheim il primo ad usare il termine demarchia in relazione al sorteggio.

## Argomenti a favore
Nelle democrazie elettive i rappresentanti sono spesso condizionati da interessi privati. Con l'uso del sorteggio vengono meno le elezioni e i finanziamenti ai partiti che possono essere usati da lobby per esercitare pressioni sui politici.
Nella democrazia elettiva il rappresentante politico, una volta eletto, può essere influenzato nelle sue scelte dalla possibilità di essere rieletto in futuro. Per questo motivo, secondo i sostenitori del sorteggio, è plausibile che non prenda decisioni impopolari anche se ritenute giuste, mentre un politico sorteggiato non dovrà preoccuparsi di questo.
Le elezioni tendono a selezionare politici di professione. I sostenitori del sorteggio ritengono tali politici non adeguatamente rappresentativi della popolazione, in quanto essa include una grande varietà di professioni e personalità che potrebbero non avere la vocazione di intraprendere una carriera politica, ma che sarebbero disposti a sostenere un mandato in un governo se sorteggiati.
Secondo certe interpretazioni i sorteggiati si occupano solo di un tema a loro scelta, permettendo loro di scegliere ciò di cui hanno maggiore competenza, al contrario di quanto avviene per i politici di professione che si trovano a dover prendere decisioni riguardo a una varietà molto ampia di temi, di cui difficilmente hanno conoscenze approfondite.
Le scelte politiche richiedono informazioni su un vasto numero di argomenti che in genere il cittadino medio non è in grado di raccogliere, inoltre egli ha poca motivazione e risorse per farlo. Nelle democrazie elettive il processo di elezione è fondamentale e influenza in modo determinante le scelte politiche effettuate, per cui avere una cittadinanza poco preparata nei temi politici ha ripercussioni dirette sulla direzione politica dello Stato. Viceversa, il processo di sorteggio è del tutto indipendente dal livello di preparazione della popolazione totale, ragione per cui con l'uso del sorteggio è possibile concentrarsi sulle informazioni in possesso dei sorteggiati. Rispetto ai cittadini chiamati a votare i rappresentanti sorteggiati avranno la possibilità e le risorse per acquisire informazioni più approfondite, sia nel periodo in cui verranno preparati allo svolgimento del compito loro assegnato, sia durante l'attività stessa, non avendo in questo periodo altri impegni.

## Critiche
Nadia Urbinati mette in luce "il carattere profondamente impolitico e deresponsabilizzante dell'odierna nascita di questo mito, alimentato oggi dalla critica al ruolo dei partiti, ma anche dal complementare risorgere di approcci tecnocratici: se si presume di depoliticizzare il conflitto, e si presume che una questione politica o un problema collettivo abbia una sola soluzione, si apre la via poi, di fatto, all'idea che una tale soluzione possa essere solo quella che i "tecnici" sono in grado di trovare".
Una critica comune riguarda le competenze dei cittadini selezionati. I politici di professione vengono idealmente scelti in base alle loro competenze, il che può renderli più adatti a una posizione di governo. I sostenitori del sorteggio ribattono che non c'è motivo per il quale i sorteggiati non possano appoggiarsi a tecnici ed esperti in qualsiasi momento sia necessario. Inoltre, nel momento di prendere le decisioni, i politici rispondono agli elettori, mentre i sorteggiati non sono soggetti a questo condizionamento.
Per realizzare un organo di governo sorteggiato è necessario superare la diffidenza dei cittadini verso un sistema così diverso rispetto a quello attuale e le resistenze da parte dei politici al potere. I critici notano che la diffidenza dei cittadini e le resistenze dei politici potrebbero costituire un ostacolo insuperabile, che fa relegare il sorteggio a un'idea puramente utopica e quindi inutile da perseguire. Secondo i sostenitori, invece, il fatto che non esistano ad oggi forme di governo che integrino in modo rilevante il sorteggio non implica che sia impossibile realizzarlo e che non valga la pena sperimentarlo in alternativa al sistema attuale.
Un sistema che seleziona i decisori attraverso il sorteggio potrebbe allontanare la popolazione dalla politica, dando l'impressione di non partecipazione al cittadino che è culturalmente legato alla possibilità di votare.

## Proposte

### John Burnheim
Il modello di demarchia teorizzato da Burnheim comporta la dissoluzione parziale o totale delle amministrazioni e della burocrazia statale, sostituite da giurie popolari, composte da cittadini selezionati tramite sorteggio. Anziché avere un piccolo numero di persone che prende decisioni su una moltitudine di argomenti a livello territoriale, la sua idea di demarchia è basata su una rete di gruppi che prendono decisioni riguardanti specifiche funzioni, come trasporto, energia, parchi. I membri di ogni gruppo vengono sorteggiati ogni anno tra coloro che dichiarano il loro interesse in quella specifica funzione. Questo sistema è in grado di coinvolgere direttamente nelle attività politiche un gran numero di cittadini. Secondo Burnheim, se si considera la quantità di tempo e lo sforzo politico e burocratico che è richiesto da una campagna politica necessaria a guadagnare consenso, la demarchia risulta molto più efficiente. Infine, occorre osservare che la demarchia, come puro concetto, non richiede una trasformazione così radicale.

### Alex Zakaras
Alex Zakaras, professore universitario di scienze politiche, descrive un possibile sistema demarchico, simile a quello delle odierne democrazie occidentali, in cui solo una delle due camere del parlamento (il senato) è sorteggiata. I membri sono presi tra i cittadini che hanno dichiarato la propria disponibilità e riceveranno uno stipendio uguale al doppio dello stipendio medio. Il potere del senato si limita a poter porre il veto sulle leggi varate dalla camera composta da rappresentanti eletti. In prima istanza le leggi vengono ratificate dall'organo demarchico o selezionate per un ulteriore approfondimento. Nel secondo caso una commissione apposita viene sorteggiata tra i membri del senato, che avrà il compito di studiare la legge con la possibilità di appoggiarsi a esperti esterni. Alla fine del periodo di studio redigeranno una relazione per tutti i membri del senato che a questo punto votano, secondo propria coscienza, per approvare o respingere la legge. Un'idea simile viene proposta dal costituzionalista Michele Ainis in un articolo sul Corriere della Sera.

### Una proposta scientifica
Più recentemente, la proposta di utilizzare il sorteggio in ambito politico è divenuta anche oggetto di ricerca scientifica.
A questo proposito è da segnalare uno studio interdisciplinare, condotto da cinque docenti dell'Università di Catania (due fisici, due economisti e un sociologo) e pubblicato sulla rivista scientifica Physica A, il quale, utilizzando una semplice simulazione al calcolatore, conclude che l'introduzione di una certa percentuale di deputati estratti a sorte e indipendenti dai partiti potrebbe migliorare l'efficienza del sistema parlamentare.